# Hechi
Hechi (em chinês tradicional: 河池市; chinês simplificado: 河池市; pinyin: Héchí; Zhuang:Hozciz) é uma localidade situada ao sul da Regiao Autónoma Zhuang de Quancim, na República Popular da China. Ocupa uma área total de 33.500 Km² dos quais 2.340 km² correspondem à cidade propriamente dita. As etnias presentes na cidade são Zhuang, Yao, Hui, Miao, Han e Dong. Segundo dados de 2010, Hechi possuí  3.991.900 habitantes, 83.89% das pessoas que pertencem ao grupo étnico Zhuang.

## Divisões administrativas
- 1 cidade administrativa: Cidade de Yizhou (宜州市)
- 1 distrito: Distrito de  Jinchengjiang (金城江区)
- 4 condados: Condado de Tian'e(天峨县);Condado de Fengshan(凤山县); Condado de Nandan(南丹县); Condado de Donglan(东兰县)
- 5 condados autônomo: Condado Autônomo Yao de Du'an(都安瑶族自治县); Condado Autônomo Mulao de Luocheng(罗城仫佬族自治县);Condado Autônomo Yao de Bama(巴马瑶族自治县);Condado Autônomo Maonan de Huanjiang(环江毛南族自治县);Condado Autônomo Yao de Dahua(大化瑶族自治县)[2]